# Walter Zastrau
Walter Zastrau (30 maggio 1935) è un ex calciatore tedesco, di ruolo difensore.